# David Behrman
David Behrman (* 16. srpna 1937 Salcburk) je americký hudební skladatel, producent a pedagog.
Jeho otcem byl dramatik S. N. Behrman, matkou sestra houslisty Jaschy Heifetze. Studoval na Phillipsově akademii v massachusettském Andoveru. Docházel také na soukromé lekce k Wallingfordu Rieggerovi. V roce 1959 získal bakalářský titul na Harvardově univerzitě, magisterský pak v roce 1963 na Kolumbijské. V 60. letech byla jeho manželkou avantgardní videoumělkyně Šigeko Kubota.
V 60. letech pracoval pro vydavatelství Columbia Records, produkoval například původní nahrávky skladeb Terryho Rileyeho In C (1968) a A Rainbow in Curved Air (1969), stejně jako nahrávky Stevea Reicha, Pauline Oliveros a Richarda Maxfielda. Spolu s Robertem Ashleyem, Alvinem Lucierem a Gordonem Mummou založil kolektiv Sonic Arts Union. Složil hudbu k několika dílům choreografa Merce Cunninghama. Jeho album On the Other Ocean (1978) patří k průkopnickým dílům počítačové hudby, kterou na něm kombinuje s hudbou hranou lidmi.
Je držitelem Ceny Johna Cage za rok 2004.